# ラーゼフォン 蒼穹幻想曲
『ラーゼフォン 蒼穹幻想曲』（ラーゼフォン そうきゅうげんそうきょく）は、2003年8月7日にバンダイから発売されたPlayStation 2用のゲームソフトである。メーカー公表のジャンルは「ロックオンアドベンチャー&アクションゲーム」。テレビアニメ『ラーゼフォン』を原作としており、原作では主人公と絡まなかったキャラクターに出番を与えたり、難解であった設定をわかりやすく説明するなど資料的役割も果たしている。

## プロローグ
神名綾人、17歳の誕生日。麻弥は守や浩子を招いて誕生日パーティーを開いた。その席で麻弥は綾人に言う。
「17歳になった貴方には、これまでと違った日々がやってくる。貴方は時の力を手に入れたわ。時を費やし、時を得ることで、貴方は様々な経験をすることでしょう」
麻弥の言うとおり、次の日から綾人の過酷な運命が始まった。

## 登場人物・設定
テレビアニメ版に準拠。『ラーゼフォン』を参照のこと。

## ゲーム内容

### アドベンチャー
綾人を操作し、マップ内の人物をロックオンし会話を行うメインパート。会話では、第一ターゲットと第二ターゲットを選択する。これにより「複数人での会話を起こす」「ある人物から、別の人物の印象を聞く」といった会話を行うことができる。どのようなイベントを経てきたかによって、後半のストーリーは3系統に大きく分岐する。また会話によって各キャラクターの好感度も変化する。一般的なアドベンチャーゲームとは異なり、会話中に選択肢は存在しない。「誰と会話をするか」「どのようなイベントを起こすか」が一種の選択肢として機能するシステムになっている。

### バトル
自機であるロボット「ラーゼフォン」を操作し、敵（主にドーレム）と戦うパート。敵味方とも常に空中に浮いた状態にあり、障害物もほとんど無いため、アクションゲームとしてはシンプル、かつスムーズな3D戦闘シーンとなっている。ラーゼフォンは手持ちの武器による直接攻撃のほか、遠距離攻撃を行うことができる。緊急回避、高速移動といったアクションも利用することで、中空の敵を次々と砕いていく華麗な戦闘が行える。

### 操作方法
綾人とラーゼフォンの操作は基本的に同じである。左スティックで対象にカーソルを合わせ、○ボタンを押すことでロックオンする。綾人の場合は会話をし、ラーゼフォンの場合は遠距離攻撃になる。

### LOP（ロックオンポイント）
LOP（ゲーム内では「時の力」と呼ばれている）は、ロックオンを行い行動を起こすと数値が増減する。単位はカトゥン。
以下の行動を起こすとLOPが得られる。
- アドベンチャーパートで対象を調べる、人物と会話する。
- バトルパートで敵を倒す。

以下の行動を起こすとLOPが消費される。
- アドベンチャーパートで、人物と好感度が大幅にアップする会話をする。
- アドベンチャーパートでイベントを起こす、またはイベントを進行させるために会話をする。
- バトルパートで遠距離攻撃を行う。

### イベント
アドベンチャーパートで、一定の条件を満たした上で、特定の会話を起こすとイベントが始まる。強制的に始まるイベントもある。イベントが始まりしばらくすると、イベントタイトルが表示される。イベントタイトルには、アニメのサブタイトルと同じものもある（「首都侵攻」「凍る聖夜」など）。イベントを進行させるには、特定の人物と会話を起こす必要がある。敵との戦闘が起こる場合もある。以降、fineと表示されるとイベント終了である。

### 一日の流れ
ストーリー中編の自由行動では、基本的に移動しなければ時間は進行しない。朝は六道家から始まり、バスでTERRAに移動すると昼に、そこからさらにモノレールでショッピングモールに移動すると夕方に、六道家に戻ると夜になる。イベントが終了するか、あるいは夜に六道家の自室で眠ると、一日が終了する。

## ストーリー概略
このゲームのストーリーは多数のイベントで構成されている。ストーリーは大きく前編、中編、後編に分けることができる。

### 前編
アニメ第1楽章 - 第5楽章に相当。チュートリアル的位置付けであり、イベントもすべて強制的に始まる。綾人が東京ジュピターを飛び出し六道家に住むようになるまで。綾人の誕生日パーティーから始まるなど展開はゲーム向けにアレンジされており、九鬼と三輪が直々に綾人を迎えに来たり、樹が綾人の検査を行うなど、アニメではモブキャラクターが務めていた役割を主要人物が務めている場合がある。アニメ第3楽章における綾人と遙が三浦半島で過ごす下りはアニメの映像を流用したダイジェストでのみ語られる。

### 中編
アニメ第6楽章 - 第13楽章に相当。本作のメインパートであり、最も自由に行動できる期間。ここで取った行動が後編の分岐に影響する。

#### 「朱き傀儡」
「とにかくすごくイカス機体。早く乗りこなしたい」
「朱き傀儡」は中編最後のイベントである。アニメ第14楽章に相当。ヴァーミリオンがTERRAに搬入される話。後編の分岐に相応して4つの異なる展開がある。

### 後編
後編のストーリー展開はアニメ準拠編、バーベム傾向編、ムーリアン傾向編の大きく3つに分かれている。アニメ準拠編はさらにアニメ準拠編2というマイナーチェンジが存在する。その他、発生条件が特殊な「18歳の肖像」がある。

#### アニメ準拠編
アニメ第16楽章 - 最終楽章に相当。分岐条件はアニメのエピソードに該当するイベントを多く発生させることである。
大まかなストーリーは同じだがゲーム向けに再構成されており、細部が異なる。綾人以外の視点はあまり描かれず、他のキャラの末路も描写されない事が多い。また、綾人と結ばれる相手が遥とは限らない為、最終決戦の演出もアニメとは大きく違ったものになっている。最後はアニメ同様、綾人と久遠は世界の調律を成し遂げる。

#### アニメ準拠編2
「世界は生まれ変わる。奏者の思い通りに」
分岐条件は主にアルファ小隊関係のイベントを多く発生させることである。
「朱き傀儡」において、綾人とアルファ小隊との関係が非常に友好的であることがうかがえる。そのため、綾人がムーリアンであることを知るのが遅れる。綾人は東京ジュピターに戻らないため、アニメ第16楽章 - 第22楽章に相当する部分の展開が異なる。第23楽章以降の展開はアニメ準拠編と同じ。

#### バーベム傾向編
「僕は僕であり続けたい」
分岐条件は綾人の周囲の人物を掘り下げるようなイベントを多く発生させることである。綾人がバーベム卿に嫌悪し、調律に対して懐疑的であるために、調律は行われない。
イシュトリである玲香は綾人に自分を受け入れるよう求めるが、人間であることにこだわる綾人は拒絶する。TERRAの面々はバーベム財団に反旗を翻し、調律を阻止するための戦いが始まる。玲香はイシュトリではなく美嶋玲香として綾人に協力し、最後はラーゼフォンとベルゼフォンがシステムから開放される（消滅する）ことによって、世界は救われる。

#### ムーリアン傾向編
「これでよかったんだね、母さん」
分岐条件は綾人が疎外感を抱くようなイベントを多く発生させることである。
TERRAや連合に対して疎外感を抱いていた綾人は、傷ついた浩子を治療することを交換条件として、東京のMU総督府に身を寄せ、ムーリアンとして生きることになる。綾人はムーリアンの司祭服を着てオリンとして祭り上げられる。MUの圧倒的戦力の前にTERRAは壊滅。最後に綾人が調律を行い、ムーリアンに偏向した世界を作る。

#### 「18歳の肖像」
「あなた、18歳になったんでしょ。もう大人よ、しっかりなさい」
いわゆるバッドエンドである。条件は中編でイベントを起こさずに一定日数を経過させること。
綾人が戦うことを拒絶したため、MUによってTERRAは壊滅してしまう。その日は綾人の18歳の誕生日であった。

### エンディング
「探し物は見つかった？」
スタッフロール後に見られるエンディングは40種類である。基本的に最も好感度の高い人物のエンディングになる。綾人と結ばれたり仲良くしたりするようなものもあれば、その人物が幸せになった姿を見届けるようなものもある。
アニメ準拠編、バーベム傾向編、ムーリアン傾向編のどれに進んだかによって、見られるエンディングの種類が変化する。
「18歳の肖像」が発生したときはエンディングは無い。
アニメ準拠編
調律後の世界での幸せな日々が描かれる。死亡している人が生きている設定になっていることも。
遙・久遠・キム・恵・樹・小夜子・一色・功刀・八雲・亘理・六道・エルフィ・キャシー・ドニー・シャプラン・五味・四方田・弐神・浩子・ヘレナ・バーベム卿の21種類。
バーベム傾向編
調律は行われないので、ゲーム終了時に生きている人だけが対象となる。
遙・久遠・キム・恵・八雲・エルフィ・キャシー・ドニー・シャプラン・五味・四方田・弐神・守・浩子・ヘレナの15種類。
ムーリアン傾向編
アニメ準拠編と同じく調律後の世界だが、MUに偏向している。
麻弥・九鬼・三輪・守の4種類。

## ゲームオリジナル

### キャラクター
綾人（ムーリアンの司祭服姿）
ムーリアン傾向編で着用。
久遠（水着姿）
TERRAのメディカルルームに寝ているときに着用。セパレートタイプのため、腹部のアザが確認できる。

### 登場ロボット・兵器・組織等
ドーテム・デュオ
バトルパートの雑魚敵の1種。2つの顔を持つ。
ドーテム・クァルテット
雑魚敵の1種。4つの顔を持つ。
ゲネラルパウゼ
パイプオルガンを連想させる巨大ドーレムで、ヴァーミリオンの元となった泥人形が無数に集まって形成されている。奏者はバーベム卿。バーベム傾向編のラストボス。
ベルゼフォン
ラーゼフォンと対になるもう一体のゼフォン。奏者は久遠。アニメでは覚醒した状態（本作で「クオンゼフォン」と名付けられた）で登場したが元の姿は見せなかった。本作ではバーベム傾向編にて対のオリンである綾人が調律を拒んだため、覚醒しないまま登場し、同じく未覚醒のラーゼフォンと激突する。クオンゼフォンとなるアニメ準拠編でも覚醒前の状態が僅かに登場している。
形状はラーゼフォンと同一だが、全体的に色が黒いのが特徴。ゲームパッケージにも描かれている。サンデーGXで連載されていた漫画版でもこの形態で登場したが、そちらでは麻弥が奏者となっている。